# 121007 Jiaxingnanhu
121007 Jiaxingnanhu este o planetă minoră (asteroid), cu un diametru de 1,375 km, din Mars-crossing asteroid⁠(d). A fost descoperită pe 10 ianuarie 1999 la Xinglong Station⁠(d) de Beijing Schmidt CCD Asteroid Program⁠(d) și a fost numită după South Lake⁠(d). 
Obiectul prezintă o orbită caracterizată de o semiaxă mare de 2,2768818245249 UAi, o excentricitate de 0,33063013300203, o înclinație de 11,006408752594 ° în raport cu ecliptica.